# Mcfly et Carlito
Pour les articles homonymes, voir Carlier, Coscas et Carlito.
David Coscas et Raphaël Carlier, plus connus sous leurs pseudonymes respectifs de Mcfly et Carlito, sont deux vidéastes, humoristes et musiciens français.
D’abord actifs à la radio avec l'émission Metal Academy sur Le Mouv’ entre 2003 et 2008, ils se lancent ensuite dans l’audiovisuel en créant leur propre société de production Fat Bros et produisent de nombreuses vidéos publicitaires et clips musicaux. Ils sont révélés au grand public par la chaîne YouTube Golden Moustache entre 2014 et 2017 dans laquelle Mcfly et Carlito publient des courts métrages et des chansons satiriques.
Depuis 2016, le duo est actif sur leur chaîne YouTube et lance de nombreux concepts sur la plateforme comme le Concours d'Anecdotes, On appelle des gens au hasard, Mario Carte Bleu et plus récemment une traque dans toute la France avec leurs abonnés. Mcfly et Carlito quittent Webedia en 2021 et créent une nouvelle société de production Fat Bros 2.0. Leur chaîne dépasse les 2 milliards de vues cumulées la même année[Quand ?].

## Biographie

### Rencontre et débuts
David Coscas, dit Mcfly, naît le 7 juillet 1986 à Gennevilliers et passe son enfance à Bois-Colombes. Il est le fils de Yves Coscas, maire (LR) de Clamart, conseiller départemental des Hauts-de-Seine et vice-président de Vallée Sud-Grand Paris. Raphaël Carlier, dit Carlito, naît quant à lui le 30 août 1986 dans le 17e arrondissement de Paris. Il est le fils du chroniqueur Guy Carlier et le frère de l'écrivain Stéphane Carlier.
Les deux membres du duo se rencontrent au lycée Albert-Camus de Bois-Colombes. David est en première scientifique alors que Raphaël est en première littéraire. Après avoir obtenu le baccalauréat, ils décident de travailler dans les médias. Raphaël Carlier réussit le concours d'entrée à l'École Supérieure d'Études Cinématographiques (ESEC).
À dix-sept ans, en 2003, ils animent une émission sur la radio Le Mouv' (La Metal Academy ou La Metal Ac') sous les pseudonymes de Mcfly et O'Connell.
En 2008 l'émission s'arrête et le duo créée la société de production Fat Bros. Durant cette période Mcfly est mis en avant en présentant seul la matinale de la radio Le Mouv', puis fin de la même année dans l'émission le Mcfly Show sur le site internet Goom Radio. De nombreux contenus vidéos sont produits comme le clip humoristique "SUPREME EXAM" pour Le Mouv' , des publicités pour Goom Radio, ou des clips musicaux plus sérieux.
Raphaël Carlier est l'époux d'Erika Fleury, une des membres du groupe musical Whatfor, actif entre 2002 et 2003. Ils ont trois fils,,.
David Coscas a deux enfants avec sa femme Tiffany, naturopathe et professeure de yoga,. 

### Le Fat Show

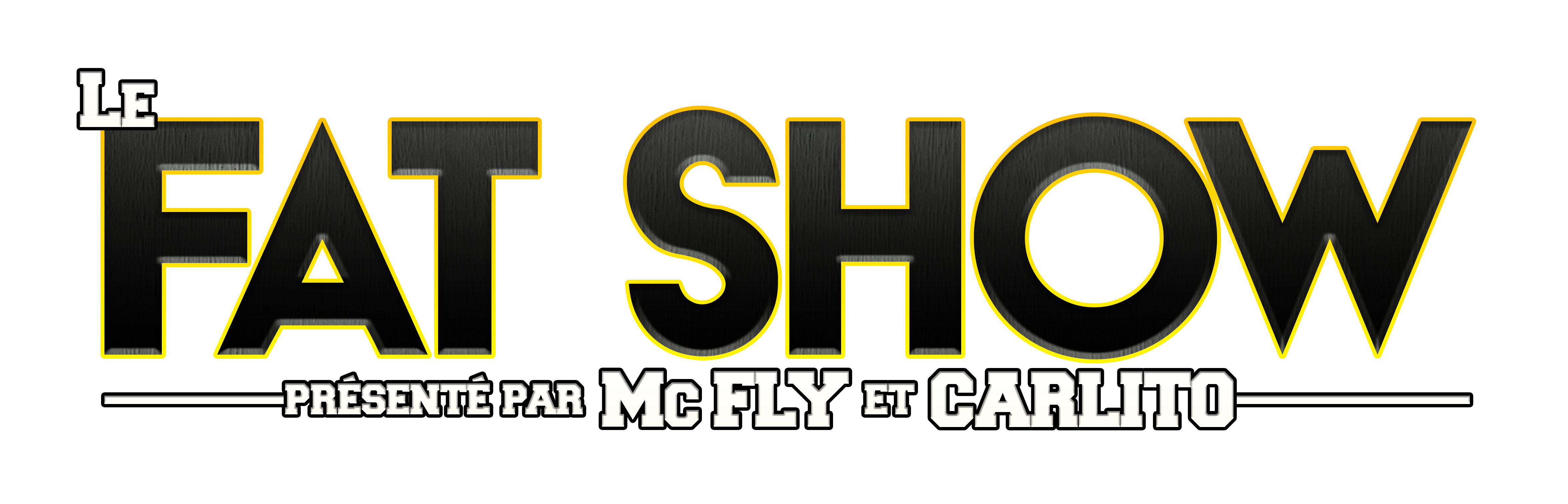
Logo du Fat Show.

En 2013, ils créent une émission télévisée nommée Le Fat Show, diffusée sur la chaîne câblée L'Enorme, qui met en avant un humour décalé. Le père de Carlito, Guy Carlier, fait savoir qu'il a aidé son fils avec ses propres contacts dans le cadre de ce projet télévisuel.
Dans cette émission, les deux amis reçoivent un ou plusieurs invités qu'ils interviewent. Ils produisent également divers sketchs et parodies, des chansons ou encore des micros-trottoirs.
L'émission ne rencontre pas le succès escompté,.

### Golden Moustache

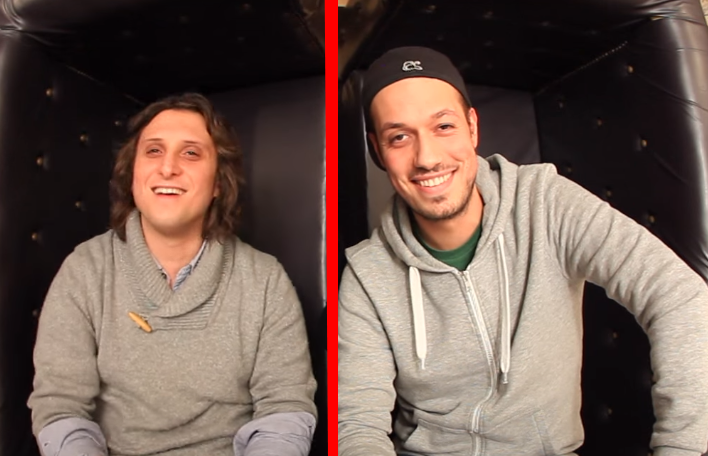
Mcfly et Carlito en 2014.

En septembre 2014, ils entrent dans le collectif de Golden Moustache lors du début de la troisième saison. La première vidéo qu'ils y postent est leur chanson Il a mis son sexe. Ils enchaînent ensuite avec d'autres chansons ou sketchs, ainsi que leur série de vidéos Ont-ils un cœur où les deux amis s'amusent à se cogner contre du mobilier urbain afin de voir la réaction des gens aux alentours.
Leur dernière vidéo sur la chaîne de Golden Moustache est On fête les 4 ans du Mariage pour tous !, publiée en 2017, dans laquelle ils demandent à des personnes dans la rue leurs avis sur le mariage pour tous, avant de s'embrasser. Ils participent également à un documentaire sur la jeunesse, diffusé sur France 4 le 4 mai 2017 et apparaissent de temps en temps dans OFNI, l'info retournée sur W9.

### YouTube
En novembre 2017, la chaîne dépasse les 2 millions d'abonnés. Mcfly et Carlito organisent en cette occasion une vidéo d'abord diffusée en direct puis republiée quelques jours après.
Ils passent en une année de 300 000 abonnés à 2 500 000. En avril 2018, ils dépassent les 3 millions d’abonnés, puis atteignent les 4 millions d'abonnés au mois de novembre de la même année.
En février 2019, ils fêtent leurs 4 millions d'abonnés ainsi que leurs deux ans d'activité sur YouTube en racontant leur parcours en vidéo. Ils annoncent dans cette même vidéo la création d'un site pour remercier leurs abonnés. Sur ce site, on peut trouver des vidéos humoristiques dédicacées pour 2 500 prénoms différents,.
Le 2 avril 2020, pendant la période de confinement causée par la pandémie de Covid-19, ils organisent un « Maradon », un live YouTube d'une journée où sont invités un grand nombre de célébrités de YouTube et du cinéma. Le but est de récolter des dons pour les hôpitaux de France afin de venir en aide au corps médical pendant la crise de la Covid-19. En 11 heures et 18 minutes de live, ils récoltent plus de 400 000 €,.
En février 2021, le président Emmanuel Macron leur lance un défi consistant à réaliser une vidéo ayant pour but de rappeler l'importance du respect des gestes barrières dans le contexte sanitaire de la pandémie de Covid-19. Si la vidéo atteint dix millions de vues, le président de la République promet de les inviter à l'Élysée afin de tourner un concours d'anecdotes. Le 23 février, le clip vidéo intitulé Je me souviens atteint l'objectif fixé par le président et dépasse les 10 millions de vues, ouvrant ainsi la voie au concours d'anecdotes.

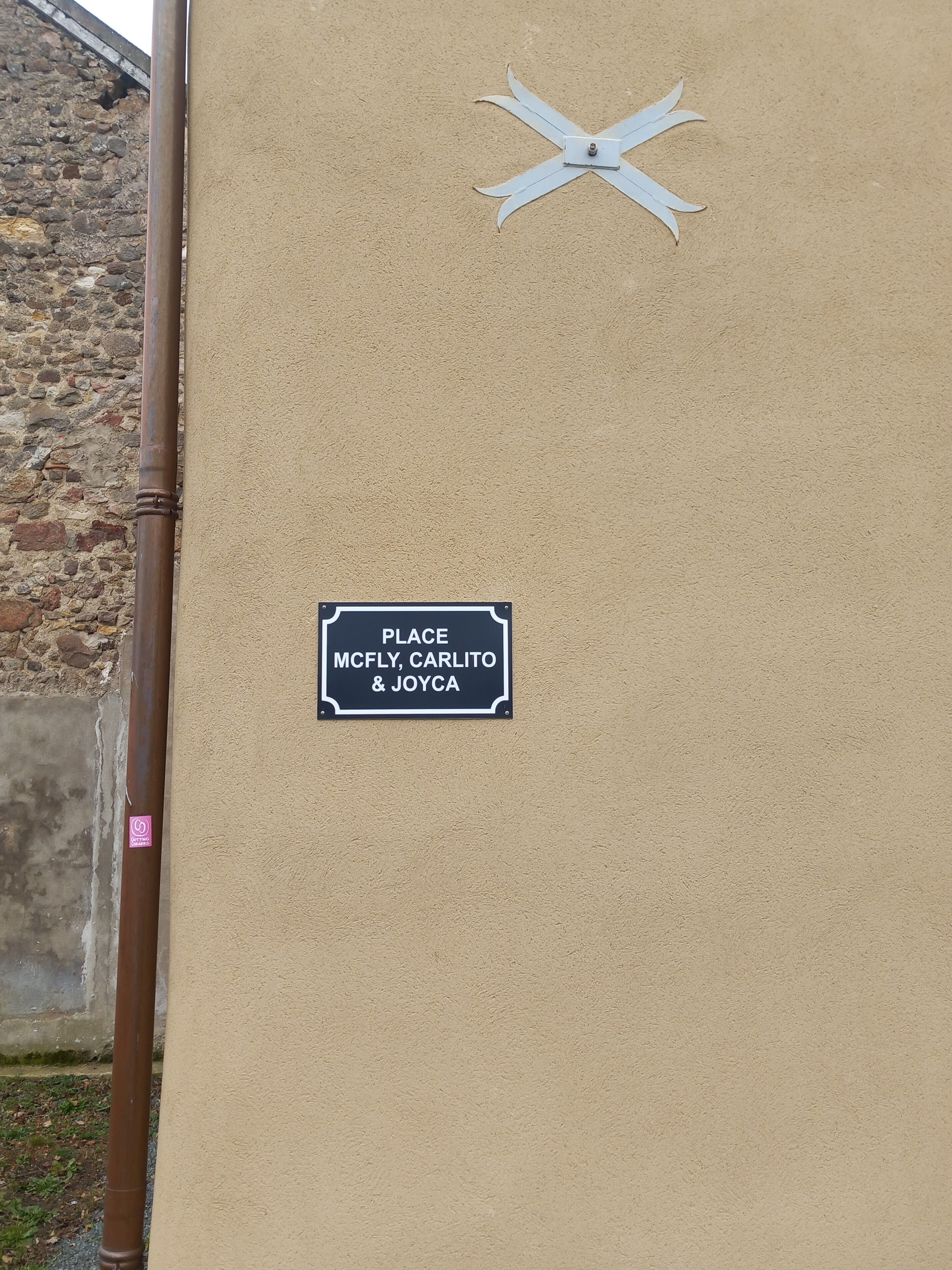
Place Mcfly, Carlito & Joyca à Bizeneuille.

Le 7 février 2021, Mcfly et Carlito publient une vidéo nommée Mario Kart bleue, en compagnie du vidéaste Joyca, dans laquelle il devient propriétaire d'une maison dans la commune de Bizeneuille. Cette maison est entièrement rénovée et présentée dans son état final dans une nouvelle vidéo du duo, le 30 juillet 2023, avant d'être donnée à la Croix-Rouge française.
En avril 2021, ils annoncent quitter Webedia.
En mai 2021, Mcfly et Carlito tournent puis publient la vidéo du concours d'anecdotes réalisée au palais de l'Élysée. À la suite du « gage » que leur a donné le président, ils volent avec la Patrouille de France à l'occasion du 14 juillet et publient la vidéo de leur vol trois jours plus tard. Ce chapitre « présidentiel » est toutefois controversé, les détracteurs y voyant une propagande déguisée et une volonté du président de restaurer son image à un an de l'élection présidentielle de 2022.
En septembre 2021, à la suite de leur défaite à Youtube Warrior 5, ils réalisent un défi lancé par Michou et Inoxtag en rejoignant la Corse à la rame. Ils partent de Mandelieu-la-Napoule et arrivent à Calvi après 65 heures de traversée,.
Le 4 mars 2023, Mcfly et Carlito annoncent vouloir prendre une pause en raison d'un épuisement professionnel.
Le 7 mai 2024, ils annoncent dans une vidéo postée sur YouTube la création d'un tournoi de pétanque réunissant plusieurs stars du web, le Pétanque Explorer, en référence au GP Explorer, la course de formule 4 organisée par Squeezie. Le tournoi se tient le 22 juin 2024 au jardin Albert-Ier de Nice et est retransmis en direct sur leur chaîne YouTube.

### Télévision
Le 25 février 2020, TMC diffuse une émission intitulée L'Émission de Mcfly et Carlito.

### Twitch
Le 31 janvier 2019, Cyprien et Squeezie jouent la pièce de théâtre Roméo et Juliette en live sur Twitch, à la suite d'une défaite contre Mcfly et Carlito à Youtube Warrior 4. Ils battent le record de spectateurs simultanés sur Twitch pour un live francophone avec un pic à 390 000 spectateurs.
Le 5 février 2021, ils décident de se lancer sur la plateforme à la suite d'un live effectué sur la chaîne de Gotaga.
Depuis leur pause du 4 mars 2023, Carlito en particulier est de plus en plus présent sur la plateforme, avec des lives tous les mercredis et dimanches.

## Engagement politique
Le 30 avril 2017, dans le cadre de l'entre-tour de l'élection présidentielle de 2017, Mcfly et Carlito postent une vidéo intitulée On est tous du sperme (à la base), dont le but affiché est de montrer leur opposition à Marine Le Pen, avec un message d'unité et de tolérance. À la suite de cette prise de position, ils subissent dans leurs sections commentaires des messages haineux et insultants.
En 2018, Mcfly et Carlito participent à la vidéo promotionnelle de la campagne écologiste L'Affaire du siècle. En 2024, dans une vidéo avec Jean-Marc Jancovici, ils révèlent avoir une empreinte carbone supérieure à la moyenne nationale.

## Polémiques et controverses

### Vidéo avec Emmanuel Macron (2021)
Répondant à une proposition d’Emmanuel Macron en février 2021, Mcfly et Carlito tournent avec lui un « concours d’anecdotes » au palais de l’Élysée en mai de la même année. De nombreux internautes et plusieurs personnalités politiques et commentateurs se questionnent sur la position politique du duo. Ce tournage est analysé à l’aune de la campagne d’Emmanuel Macron pour sa réélection, celui-ci désirant s’adresser aux jeunes avec une nouvelle forme de marketing politique délaissant tout contenu politique au profit de l’humour. Mcfly et Carlito, quant à eux, se défendent de toute politisation de leur propos en faveur du président en place.

### Accusation de sexisme (2021)
En 2021, la chanson TikTok Girl de leur album Notre Meilleur Album est accusée de sexisme. Ils répondent à la polémique par un commentaire sous le clip vidéo de la chanson sur YouTube : « Concernant les polémiques, la plupart ici connaissent nos valeurs et nos principes. Si certain.e.s ont mal reçu TikTok Girl, ça veut dire qu’on peut/doit s’améliorer encore, c’est notre job et on va gérer ça. Les chansons peuvent déplaire, c’est le jeu. »,,,.

### Accusation de racisme (2021)
En 2021, une vidéo originellement publiée sur YouTube en 2014 et supprimée depuis, est partagée sur le réseau social Twitter. Dans cette vidéo, on voit Carlito réalisant un blackface sur un fond comique. Accusé de racisme, Carlito s'excusera publiquement et affirmera qu'il regrette son geste. Mcfly et Carlito ajouteront qu'ils partagent des valeurs d'antiracisme et d'inclusivité. Beaucoup d'utilisateurs considèrent cette excuse comme du woke washing[source insuffisante].

### Mcfly et Carlito
- Le Dictionnaire moderne, Neuilly-sur-Seine, Michel Lafon, 2018, 219 p. (ISBN 978-2-7499-3715-1)
- Le Dictionnaire moderne : édition augmentée, Neuilly-sur-Seine, Michel Lafon, 2019, 252 p. (ISBN 978-2-7499-4057-1)

### Carlito
- Papa 2.0, journal intime d'un père normal (ou presque), Paris, Flammarion, coll. « Documents », 2020, 176 p. (ISBN 978-2-08-145789-8)

## Filmographie

### Mcfly et Carlito

#### Cinéma
- 2015 : Les Dissociés du collectif Suricate : le livreur et Chantal
- 2020 : Divorce Club de Michaël Youn : David et Raphaël
- 2020 : 30 Jours max de Tarek Boudali : figurants de dos
- 2022 : Le Visiteur du Futur de François Descraques : Galabroche et Defunax
- 2022 : Tous Inconnus de Nicolas Hourès : Eux-mêmes
- 2023 : Astérix et Obélix : L'Empire du Milieu de Guillaume Canet : Radius et Cubitus[54]
- 2025 : Anges & Cie

#### Courts métrages
- 2018 : L'Entretien de Pierre J. Secondi
- 2019 : Unboxing de Florent Sabatier : eux-mêmes (également scénaristes)
- 2019 : Circus de Franck Marchand : le père et le juge

#### Séries télévisées
- 2014 : Ma pire angoisse, saison 1 épisode 5 Le Bruit suspect
- 2020 : Jusqu'à l'aube, saison 1 épisode 2 La Dame blanche : eux-mêmes
- 2025 : Bref, saison 2 : Jérôme (Carlito, 3 épisodes), L’adulte qui obtient son jouet (Mcfly, Épisode 6)

#### Web-séries
- 2019 : Roman foto de Benoit Blanc et Mathias Girbig (Inernet) : eux-mêmes
- 2019 : Abonne-toi de Guillaume Cremonese (Yes vous aime), épisode 6 Il appelle des gens au hasard au téléphone : eux-mêmes

#### Émissions de télévision
- 2019 : Fort Boyard sur France 2 : candidats
- 2020 : Les 12 Coups de Noël sur TF1 : candidats
- 2022 : Celebrity hunted sur Prime Vidéo : candidats
- 2024 : LOL : qui rit, sort ! (saison 4) sur Amazon Prime : participations
- 2025 : Liars Club (saison 1) sur Amazon Prime: participants et vainqueurs

#### Clips
- 2021 : Hello (Sessions de soirée) de Martin Solveig

### Mcfly

#### Doublage
- 2020 : Rick et Morty saison 4, épisode 4 : un dragon et un mec qui drague un dragon

#### Web-série
- 2016 : Le Trône des Frogz de Golden Moustache

### Carlito

#### Court-métrage
- 2016 : La Cartouche de Théodore Bonnet (scène post-générique)
- 2018 : Le Dernier Buzz d'Akim Omiri

#### Série audio
- 2017 : L'Épopée temporelle de Cyprien Iov
  - saison 1, épisode 4, La Chute : sauveur
  - saison 1, épisode 9, Le Match final : Takeshi

#### Web-série
- 2018 : Les Emmerdeurs : communiste
- 2019 : Genre humaine, saison 2, épisode 5, La Barque : l'homme dans le Uber

#### Doublage
- 2020 : Rick et Morty saison 4, épisode 2 et épisode 4 : le dieu des toilettes et un dragon

#### Télévision
- 2024 : Danse avec les stars d'Internet sur Twitch et TF1 : juge invité

## Théâtre
- 2019 : Roméo et Juliette, adaptation écrite par eux-mêmes, avec Cyprien et Squeezie, mise en scène de Yacine Belhousse : les ménestrels

## Discographie

### Singles
- 2017 : Surcôté vs Sous-côté
- 2018 : On ne porte pas de sous-vêtements
- 2018 : 90 VS 2000 (feat. Squeezie)
- 2018 : S vs L (Le clash des filières)
- 2018 : J'effectue le dab
- 2019 : Poire à lavement (Acoustic version)
- 2020 : OK boomer
- 2020 : J'ai roté dans mon masque
- 2020 : Mon âme frère
- 2020 : Pourquoi t'es si loin ?
- 2020 : Coronacheck
- 2020 : La Chanson qui rend fou
- 2020 : Fabian feat. Martin Bonami
- 2021 : La Chanson des choses inutiles (feat. Julien Doré)
- 2021 : Je me souviens
- 2021 : Je scrolle
- 2021 : TikTok Girl
- 2021 : Je ne suis pas chauve
- 2021 : Je t'aime à l'infini + 1000
- 2022 : I Wanna Dance Latina (feat. Mosimann)

### Collaborations
- 2020 : Désolé pour hier soir XXV sur XXV de Tryo
- 2022 : Mogodo  sur Rêvalité de -M- - arrangements additionnels sur le morceau, mentionnés sur les crédits artistiques du CD et vinyle

## Distinctions
| Année | Organisateur(s)  | Prix                                                                                 | Résultat   |
| ----- | ---------------- | ------------------------------------------------------------------------------------ | ---------- |
| 2020  | NRJ Music Awards | Chanson francophone de l'année pour la reprise Désolé pour hier soir (XXV avec Tryo) | Nomination |
| 2022  | ForYouAwards     | ForYou d'Or                                                                          | Nomination |